# Maggie (2015)
Maggie ist ein US-amerikanisch-schweizerischer Zombiefilm-Drama mit Arnold Schwarzenegger, Abigail Breslin und Joely Richardson in den Hauptrollen. Das Drehbuch stammt von John Scott 3, für Henry Hobson war es die erste Regiearbeit. Die Uraufführung war auf dem Tribeca Film Festival am 22. April 2015, anschließend kam der Film in die amerikanischen Kinos. Im deutschsprachigen Raum wurde der Film erstmals am 3. Juli 2015 auf dem Neuchâtel International Fantastic Film Festival gezeigt und ab August 2015 direkt auf DVD veröffentlicht.

## Handlung
Eine Zombie-Epidemie hat die Vereinigten Staaten erfasst und kostet Millionen Menschen das Leben. Die Regierung kann die Epidemie durch rigorose Maßnahmen eingrenzen. Die aus der Nähe von Kansas City stammende Ausreißerin Maggie wird als eines der letzten Opfer infiziert.
Ihr Vater, Wade Vogel, findet sie nach einer zweiwöchigen Suche in einer Klinik und nimmt sie mit nach Hause. Ihm werden Verhaltenstipps gegeben und auch Hinweise, wann es Zeit wird, seine Tochter in die Quarantäne zu bringen. Die Umwandlung zu einem „lebenden Toten“ vollzieht sich schrittweise und kann bis zu sechs Monate dauern. Die zweite Frau von Wade, Caroline, ist hiervon nicht begeistert, da sie die Gefahren sieht, die von Maggie für deren gemeinsame Kinder ausgehen. Somit werden die Tochter und der Sohn zu einer Tante gebracht.
Der befreundete Arzt Vern Kaplan, der schon mitgeholfen hatte, Maggie aus dem Krankenhaus zu holen, zählt Wade die Möglichkeiten für das Ende auf:
1. Maggie in die Quarantäne einliefern;
2. ihr den in der Quarantäne zur Euthanasie verwendeten Medikamentencocktail im Kreise der Familie verabreichen; was allerdings einen schmerzhaften Tod bedeuten würde;
3. ihren Tod auf andere Weise kurz und schmerzlos herbeiführen.

Allie, eine Schulfreundin, holt Maggie für einen gemeinsamen Abend mit Freunden ab. Dabei trifft Maggie Trent, der ebenfalls infiziert ist. Trent erzählt von der Quarantäne und dass dort alle Stufen der Krankheit zusammen untergebracht werden. Hierbei fressen stärker Infizierte ihre Leidensgenossen und die Pfleger unternehmen nichts dagegen. Kurz nach dem Abend ist es bei Trent soweit: Er muss in die Quarantäne und weigert sich. Maggie wird herbeigerufen und soll Trent umstimmen. Schließlich kommt ein „Großaufgebot“ von Polizisten und führt ihn ab. Maggie wird von den Polizisten nach Hause gebracht.
Maggie weiß von den Möglichkeiten für ihren Vater, mit ihrem Ende umzugehen. Diese möchte sie ihm ersparen und gibt ihm, während er auf dem Sessel schläft, einen Abschiedskuss und wählt den Freitod.

## Besetzung und Synchronisation
Die deutsche Synchronisation erfolgte bei Splendid Synchron in Berlin.
| Rolle           | Darsteller            | Deutsche Sprecher          |
| --------------- | --------------------- | -------------------------- |
| Maggie Vogel    | Abigail Breslin       | Marie Christin Morgenstern |
| Wade Vogel      | Arnold Schwarzenegger | Thomas Danneberg           |
| Caroline        | Joely Richardson      | Christin Marquitan         |
| Allie           | Raeden Greer          | Victoria Frenz             |
| Barbara         | Denise Williamson     | Lina Rabea Mohr            |
| Bobby           | Aiden Flowers         | Jonas Schmidt-Foß          |
| Bonnie          | Rachel Whitman Groves | Marion Musiol              |
| Candace         | Taylor Murphy         | Anne Düe                   |
| Doktor          | David A. Cole         | Matthias Klages            |
| Dr. Vern Kaplan | Jodie Moore           | Peter Reinhardt            |
| Holt            | J. D. Evermore        | Gerrit Hamann              |
| Ken             | P.J. Marshall         | Stephan Schleberger        |
| Mason           | Mattie Liptak         | Sebastian Kluckert         |
| Molly           | Carsen Flowers        | Naomi Hadad                |
| Officer         | Duane Cothren         | Mathias Kopetzki           |
| Ray             | Douglas M. Griffin    | Lutz Schnell               |
| Trent           | Bryce Romero          | Patrick Baehr              |

## Altersfreigabe
Zunächst kam der Film mit FSK 18 in den Handel, wurde später jedoch auf FSK 16 eingestuft, weswegen viele der im Handel erhältlichen DVD und Blu-ray-Editionen noch mit FSK 18 gekennzeichnet sind.

## Rezeption
Der Film erhielt gemischte Kritiken. Das Filmkritik-Portal Rotten Tomatoes gibt für den Film 60 % positive Rezensionen an und er hat einen Metascore von 52 von 100 bei Metacritic.
Dietmar Dath lobt die schauspielerische Leistung von Arnold Schwarzenegger in der FAZ „Der hilflose Vater und mürrische Farmer Wade Vogel ist die Rolle seines Lebens.“ Dem entgegen sieht Michael Meyns von Filmstarts.de in seinem „Fazit: „Maggie“ ist ein atmosphärisches Zombie-Drama, das durch die Präsenz von Arnold Schwarzenegger aus dem Gleichgewicht gerät.“

## Auszeichnungen/Nominierungen
- Edinburgh International Film Festival (2015)
  - Audience Award: Henry Hobson (nominiert)
- Fangoria Chainsaw Awards (2016)
  - Chainsaw Award – Best Actress: Abigail Breslin (3. Platz)
- PAGE International Screenwriting Awards (2010)
  - Gold Prize – Best Thriller/Horror Script: John Scott 3 (gewonnen)
- Young Artist Awards (2016)
  - Young Artist Award – Best Performance in a Feature Film – Leading Young Actress (14 – 21): Abigail Breslin (nominiert)